# 重畳加算 (音響信号処理)
音響信号処理における重畳加算（、英: overlap-add, OLA）は複数の短い音波断片を部分的に重ねて足し合わせて長い音を合成することである。オーバーラップ加算、波形重畳とも。

## 概要
音声合成をはじめとした音響信号処理において、重畳加算は「複数の短い音波断片を部分的に重ねて足し合わせることで長い音を合成すること」である。直感的にはクロスフェードによる音波断片の連結である。重畳加算の手法は複数存在し、それぞれ特徴が異なる（⇒ #手法）。重畳加算は様々な音響合成のなかでおこなわれている（⇒ #利用）。

## 手法
重畳加算の手法は複数存在する。以下はその一例である：
- 英: (simple) overlap-add[5]
- 英: least-square overlap-add[6]

重畳加算で合成される音の品質・特性は重畳加算手法によって変わる。同時に、足される音波断片の特性（例: 周期成分か確率成分か、切れ目はどこか、窓関数は何か）も大きな影響を与える。

## 利用
重畳加算は様々な場面で利用される。以下はその一例である：
- 音響合成
  - ピッチ同期重畳加算（PSOLA）[7]
  - WSOLA（英: waveform similarity based overlap-add）[8]
  - 逆短時間フーリエ変換（ISTFT）[2]